# Carl Schurz
Carl Schurz (Liblar, 2 marzo 1829 – New York, 14 maggio 1906) è stato un politico, generale e diplomatico statunitense, in gioventù rivoluzionario tedesco.

## Gli anni giovanili
Primogenito del maestro di scuola elementare Christian, Schurz nacque a Liblar (oggi frazione di Erftstadt), paese di circa 800 abitanti, per lo più piccoli proprietari terrieri, operai stipendiati a giornata, artigiani, qualche affittacamere e bottegai. Ebbe tre fratelli più piccoli: Heribert, Anna e Antoinette.
Nel 1835 si iscrisse alle scuole elementari ma l'anno successivo il padre, non potendo mantenere una famiglia di sei persone con le sole entrate dell'attività di insegnante, decise di aprire una modesta ferramenta. Nel 1837 cambiò scuola elementare. Si trasferì in pieno inverno a Brühl, un paese a 19 km. Faceva ritorno a Liblar solo nei fine settimana.
Dal 1839 al 1846 frequentò il ginnasio a Colonia mentre la sua famiglia si trasferì da Liblar a Bonn; a causa di problemi finanziari, Carl fu costretto a lasciare il ginnasio per potersi dedicare completamente alla famiglia. Tuttavia non abbandonò la scuola e dal 1846 al 1847 seguì un corso all'Università di Bonn e iniziò gli studi universitari come autodidatta. Portò a termine con successo l'esame di maturità come privatista a Colonia.
Nel 1847 si iscrisse all'università di Bonn per studiare filologia e storia, fra gli insegnamenti seguì i corsi del professor Gottfried Kinkel.

## Gli anni della rivoluzione
Nel 1848, in aperto contrasto con la monarchia si trasferì a Parigi e prese parte alla rivoluzione tedesca del 1848.
La Francia intanto era diventata una repubblica dopo la Restaurazione e gli eventi di Parigi riecheggiavano in Germania dove si iniziava a respirare aria di rivoluzione dopo trent'anni di politica della Restaurazione: ribellioni a Vienna e insurrezioni nel sud della Germania.
A partire dal mese di marzo del 1848, Carl, appoggiato dal professor Kinkel, fece convergere le agitazioni dei lavoratori nel "Club dei Democratici" e partecipò alla fondazione della direzione editoriale del Giornale di Bonn (Bonner Zeitung) e fece politica a Bonn.
Il 18 maggio 1848 a Francoforte si riunì il Parlamento Federale degli Stati Tedeschi e dell'Austria (Paulskirchenversammlung) eletto a suffragio universale nonostante si auspicasse la formazione di un regno sovrano conformemente al modello statunitense.
In settembre Schurz fu rappresentante degli studenti di Bonn al Congresso di Eisenach.
Nel marzo del 1849 il Parlamento di Francoforte nominò il re di Prussia Imperatore del Regno Nazionale Tedesco, ma Federico Guglielmo IV di Prussia rifiutò e iniziò ad infiammarsi la ribellione. Schurz partecipò alle lotte nel Pfalz e a Baden-Baden e sfuggì alla prigionia prussiana evadendo dalla fortezza di Rastatt. Da qui, attraverso la Francia, raggiunse la Svizzera dove si dichiarò rifugiato politico.
Nel marzo 1850 rientrò da Zurigo in Germania con un passaporto falso per organizzare l'evasione dalla prigione del professor Gottfried Kinkel. La liberazione avvenne nella notte del 6 novembre. A seguito di questa impresa diventò popolare in Germania e all'estero.

## Viaggio negli Stati Uniti d'America
Nel 1852 Schurz emigrò negli Stati Uniti d'America. Il 6 luglio si sposò a Londra con Margarethe Meyer di Amburgo e in agosto si imbarcò a Portsmouth diretto a New York. Il fallimento dei moti induceva moltissimi tedeschi a emigrare negli Stati Uniti d'America per chiedere asilo politico. Dopo un soggiorno iniziale, da New York si spostò a Filadelfia, quindi a Washington.
Studiò intensamente la lingua inglese. Partecipò alle sedute nel Senato e della Camera prendendo parte alle discussioni con i diversi delegati. Nel 1854 comprò un appezzamento di terreno e si costruì una casa a Watertown nel Wisconsin. Negli Stati Uniti d'America nel frattempo, era scoppiata la febbre dell'oro e quasi 100.000 persone si precipitavano in California.
Nel 1855, tuttavia, dovette rientrare in Europa a causa di una malattia della moglie.

## Attivismo politico

### Attività repubblicana
Nel 1856, rientrato negli Stati Uniti, partecipa attivamente alla campagna elettorale per il nuovo Partito Repubblicano, il partito anti-schiavista sotto la guida di John C. Frémont. Compie nel frattempo studi giuridici e politici.
Nel 1857 si candida come repubblicano per la poltrona di vicegovernatore del Wisconsin mentre nel 1858 partecipa alla campagna elettorale per il candidato repubblicano al Senato Abraham Lincoln contro il senatore Stephen A. Douglas. Schurz inizia a collaborare come avvocato della Corte suprema degli Stati Uniti.
Nel 1860 viene eletto presidente della delegazione del Wisconsin presso la Convenzione nazionale dei Repubblicani a Chicago. Nella campagna elettorale in favore di Lincoln e del Partito Repubblicano parla in primo luogo agli statunitensi di etnia tedesca. Il 6 novembre dello stesso anno, Lincoln viene eletto presidente alle elezioni presidenziali negli Stati Uniti d'America del 1860.

### Lincoln presidente e la Guerra di Secessione
Il 4 marzo del 1861 Abraham Lincoln inizia il suo mandato come presidente degli Stati Uniti. Dal 1854 aveva intensificato le discussioni sull'abolizione della schiavitù e il dibattito sul divario fra Nord e Sud diventa un motivo dominante. Lincoln aveva vinto le presidenziali contro avversari schiavisti. Gli stati del Sud temono ora un contraccolpo del loro sistema economico per mezzo di una possibile abolizione della schiavitù e proclamano la loro uscita dall'Unione. Danno luogo agli Stati Confederati d'America. Scoppia la Guerra di secessione fra la Confederazione e l'Unione. Schurz viene mandato a nome dell'Unione degli Stati in Spagna per guadagnarsi le simpatie del governo.
Nel 1862 rientra in USA. Si attiva contro la schiavitù a favore dell'emancipazione degli schiavi e scrive I principi dell'emancipazione che annuncia al presidente Lincoln in una riunione di gabinetto in luglio, ma che pubblica soltanto in settembre. Presta intanto servizio come generale di brigata sotto le dipendenze dei generali John C. Frémont e Franz Sigel presso una compagnia dell'esercito della Virginia.

### La seconda elezione di Lincoln
Nel 1863 entra in vigore la legge che proclama la libertà degli schiavi. Schurz viene promosso maggiore generale e prende parte alla battaglia di Gettysburg. Dopo la sconfitta della Confederazione nella battaglia di Gettysburg nello Stato della Pennsylvania la guerra volge a favore dell'Unione.
Nel 1864 dopo la riorganizzazione degli eserciti egli viene promosso comandante delle truppe di Nashville, quindi collaboratore di Lincoln nella campagna elettorale della sua rielezione. L'8 novembre dello stesso anno Lincoln viene rieletto presidente.
Il 26 maggio 1865 la guerra termina con la vittoria dell'Unione e la resa incondizionata dell'esercito della Confederazione davanti alla Camera della Corte di Appomattox nella Virginia. Nasce un contrasto nella successiva fase politica nei confronti degli Stati del Sud. Lincoln difende una politica della riconciliazione. Il 14 aprile dello stesso anno Lincoln viene ucciso da un fanatico sudista, l'attore John Wilkes Booth, nel palco di un teatro di Washington.

### Il presidente Johnson
Il suo successore, Andrew Johnson viene nominato in via provvisoria e si adopera per l'occupazione degli stati del sud e per la loro ricostruzione. A cavallo tra i mesi estivi e autunnali dello stesso anno Schurz viene inviato dal presidente Johnson negli stati sconfitti della Confederazione per fare un resoconto sulle conseguenze della guerra. Il suo rapporto e i suoi suggerimenti restano tuttavia ininfluenti.
Nel 1866 diventa corrispondente da Washington per Horace Greeley, l'editore del quotidiano New Yorker Tribune.
1866 Il Congresso ritiene la politica di Johnson non sufficientemente rigorosa e concepisce gli emendamenti 14 e 15 della Costituzione, nella fattispecie:
Sono previste sanzioni per gli stati che negano il diritto di voto ai neri con una riduzione dei relativi rappresentanti nel congresso e l'esclusione dei funzionari della Confederazione dal lavoro nei servizi pubblici.

### Visita in Germania
Il 1867 nasce la Federazione del Nord della Germania. Tutti gli stati del nord della Germania si assoggettano al comando prussiano. Otto von Bismarck viene eletto Cancelliere del Reich.
Schurz, quindi, rientra con la sua famiglia in Germania muovendosi tra Wiesbaden e Berlino. Nel gennaio 1868 è in visita da Bismarck a Berlino.

### Senatore e Ministro
Il 1869 Schurz viene eletto senatore del Missouri, carica che terrà fino al 1875.
Dal 1877 al 1881 Schurz diventa Ministro degli Interni degli Stati Uniti durante la presidenza di Rutherford Hayes (1822-1893). Combatte la cattiva gestione dei partiti, sostiene una politica indiana più giusta e presiede la riforma del servizio pubblico a lungo rivendicata.

## Attività editoriale

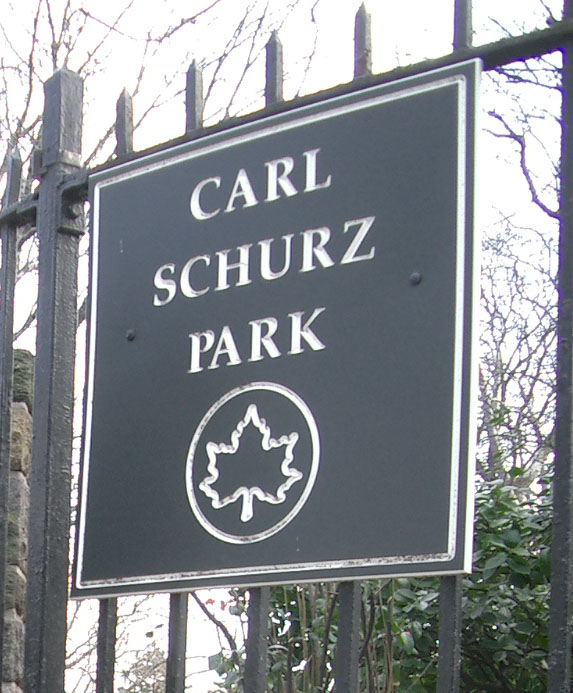
Carl Schurz Park, Manhattan, New York

In questi anni Schurz si dedicò sempre più a pubblicare articoli giornalistici e libri. Dal 1881 al 1883 fu impegnato come redattore del New York Evening Post e del The Nation.
Nel 1884 iniziò a lavorare su una storia degli USA e viaggiò per raccogliere materiale sulle condizioni del sud. Pubblicò l'opuscolo Il nuovo Sud.
Il 1886 pubblicò la biografia di Henry Clay.
Dal 1892 al 1898 come successore di George William Curtis (1824-1892) scrisse per il settimanale Harper's Weekly e continuò a lottare per "la riforma del servizio civile" e contro le tendenze del rinvigorimento imperialistico in America.
Dal 1901 lavorò alla sua biografia che tuttavia restò incompiuta in quanto sopraggiunse la morte il 14 maggio 1906 dopo essersi prodigato nel ruolo di osservatore e riformista del sistema statunitense.